# Arctia confluens
Arctia confluens är en fjärilsart som beskrevs av Otto Friedrich Bernhard von Linstow 1914. Arctia confluens ingår i släktet Arctia och familjen björnspinnare. Inga underarter finns listade i Catalogue of Life.